# Elżbieta Miłanczówna
Elżbieta Miłanczówna (ur. 8 lipca 1921 w Pułtusku, zm. 11 lutego 2003) – polska poetka.
Studiowała filologię polską na Uniwersytecie Wrocławskim. Lata wojny i okupacji spędziła w Warszawie. Od 1945 roku przebywała we Wrocławiu. Debiutowała jako poetka na łamach prasy w 1949 roku. Pracowała jako redaktorka Polskiego Radia, a od 1953 była redaktorką Wydawnictwa Ossolineum.

## Twórczość wybrana
- Podróż
- Linia dźwięku
- Wiersze dawne i najnowsze